# Tușnad
Tușnad es una comuna ubicada en el distrito de Harghita, Rumania.

## Superficie
Cuenta con una superficie de 76,46 kilómetros cuadrados.

## Demografía
Hasta 2021 la población era de 2006 habitantes, con una densidad de población de 26,24 habitantes por kilómetro cuadrado.